# Maiseiche
Maiseiche ist eine Ortslage, durch die die Stadtgrenze zwischen Solingen-Gräfrath und Wuppertal-Vohwinkel verläuft.

## Geographie
Maiseiche befindet sich auf einer Anhöhe im Norden Solingens und im Westen Wuppertals südlich der Bundesautobahn 46 entlang der Straße Westring. Nach Südwesten führt die Umgehungsstraße, die Landesstraße 357, zur Anschlussstelle Haan-Ost an der A 46, dort an der Backesheide liegt auch das Gewerbe- und Industriegebiet Haan-Ost. Südlich von Maiseiche, auf der Solinger Seite, befinden sich die Hofschaften Fürkeltrath, Eipaß und Buxhaus sowie das Holzer Bachtal. Im Norden, auf Wuppertaler Stadtgebiet, befinden sich Bolthausen und Wibbeltrath. Im Osten liegt Grund.

## Geschichte

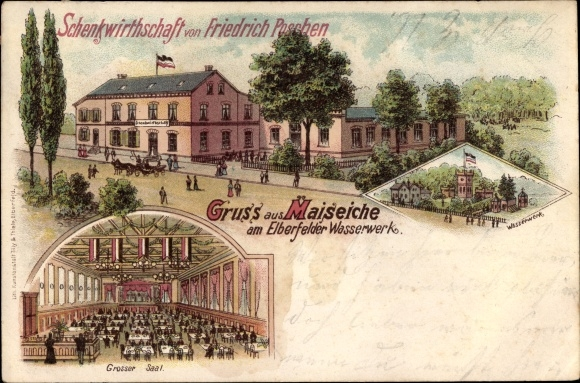
Maiseiche (etwa 1901)

Maiseiche entstand vielleicht erst um die Jahrhundertwende zum 19. Jahrhundert. Der Ort gehörte ursprünglich zur Obersten Honschaft Haan innerhalb des Amtes Solingen. Die Topographische Aufnahme der Rheinlande von 1824 verzeichnet den Ort als Maiseich. Die Preußische Uraufnahme von 1843 verzeichnet den Ort ohne Namen, in der Topographischen Karte des Regierungsbezirks Düsseldorf von 1871 ist der Ort hingegen nicht verzeichnet.
Nach Gründung der Mairien und späteren Bürgermeistereien Anfang des 19. Jahrhunderts gehörte der Ort zur Bürgermeisterei Haan im Kreis Elberfeld (ab 1861 im Kreis Mettmann). Im Jahr 1830 lebten zwölf Menschen im als Kothen bezeichneten Maiseichen. Die Gemeinde- und Gutbezirksstatistik der Rheinprovinz führt den Ort 1871 mit fünf Wohnhäusern und 35 Einwohnern auf. Im Gemeindelexikon für die Provinz Rheinland von 1888 werden für Maiseiche vier Wohnhäuser mit 29 Einwohnern angegeben.
Im Zuge der Teilung der Bürgermeisterei Haan am 1. April 1894 wurden die Landgemeinden Gruiten, Millrath, Obgruiten und Schöller aus der Bürgermeisterei Haan herausgelöst und zur Bürgermeisterei Gruiten zusammengefasst. Zugleich wurde Maiseiche in die Stadt Vohwinkel eingemeindet. Im südlichen Teil Maiseiches entstanden Ende des 19. Jahrhunderts außerdem einige wenige Gebäude auf dem Gebiet der Bürgermeisterei Wald.
Im Zuge der kommunalen Neugliederung des rheinisch-westfälischen Industriegebietes wurden mit Wirkung zum 1. August 1929 sowohl die selbständigen Gemeinden des Wuppertals wie auch die des oberen Kreises Solingen neu gegliedert. Dabei wurde der Vohwinkeler Teil von Maiseiche ein Ortsteil von Barmen-Elberfeld, das 1930 in Wuppertal umbenannt wurde. Der Walder Teil von Maiseiche wurde ein Ortsteil Solingens. 
Um die Anbindung der Anschlussstelle Haan-Ost an der A 46 aus Richtung Gräfrath und Vohwinkel zu verbessern, wurde zwischen Mitte 2003 und Anfang 2005 an Maiseiche vorbei eine Umgehungsstraße angelegt. Sie entlastet seither, als Teilstück der Landesstraße 357 ausgewiesen, die Gräfrather Straße (auf Haaner Stadtgebiet) und die Straße Westring (auf Wuppertaler Stadtgebiet) vom Durchgangsverkehr. Nach heutigen Stadtbezirksgrenzen gehört der Solinger Teil von Maiseiche zu Gräfrath. Im Zuge der Ausweisung des südlich der Straße Westring gelegenen Fläche als Gewerbegebiet Fürkeltrath I und der Anlegung der Hermesstraße wurden die verbliebenen Gebäude auf Solinger Stadtgebiet im Jahre 2011 abgerissen.